# Zlatko Burić
Zlatko Burić (Osijek, Yugoslavia; 13 de mayo de 1953) es un actor danés-croata nacido en Osijek (por aquél entonces conocido como Yugoslavia). Es conocido por sus actuaciones en la trilogía cinematográfica Pusher (1996-2005) y las películas 2012 (2009) y Triangle of Sadness (2022). Por esta última, ganó un Premio de Cine Europeo y un Premio Guldbagge. 
Ha aparecido en varias películas danesas de éxito en los años 1990 y 2000, y aparece con frecuencia en películas dirigidas por Nicolas Winding Refn, incluyendo Bleeder y The Pusher Trilogy: Pusher, Pusher II y Pusher III. Por su papel en Pusher, ganó el Premio Bodil a mejor actor en 1997. 
En 2009, Burić tuvo un gran papel de reparto en la película apocalíptica 2012, como Yuri Karpov, un multimillonario ruso. En 2012, repitió su papel de Milo en la nueva versión británica de Pusher.

## Filmografía
| Año  | Película                                       | Rol                  |
| ---- | ---------------------------------------------- | -------------------- |
| 1996 | Pusher                                         | Milo                 |
| 1997 | Sinans bryllup (Sinan's Wedding)               | Papá de Sinan        |
| 1998 | Baby Doom                                      | Lazlo                |
| 1998 | Nattens engel (Angel of the Night)             | Taxista              |
| 1999 | Bleeder                                        | Kitjo                |
| 1999 | Tsatsiki, morsan och polisen                   | Papá de Tsatsiki     |
| 2000 | Hjælp, jeg er en fisk (Help! I'm a Fish)       | Conductor de autobús |
| 2001 | Meningen med Flemming                          | Thomas               |
| 2001 | Woyzecks sidste symfoni                        | Woyzeck Lotzki       |
| 2001 | En Kort, en lang (Shake It)                    | Taxista              |
| 2002 | One Hell of a Christmas                        | Ibrahim              |
| 2002 | Dirty Pretty Things                            | Ivan                 |
| 2003 | Kærlighed ved første hik 3 - Anja efter Viktor | Tatoo Mogens         |
| 2003 | Covac                                          | El científico        |
| 2004 | Pusher II                                      | Milo                 |
| 2005 | Bag det stille ydre (Restless Souls)           | Drago                |
| 2005 | Pusher III                                     | Milo                 |
| 2007 | Pistoleros                                     | Ivan                 |
| 2008 | Løftet (Milo's Wheels)                         | Goran                |
| 2008 | Himmerland                                     | Stipe                |
| 2009 | 2012                                           | Yuri Karpov          |
| 2012 | Pusher                                         | Milo                 |
| 2012 | St George's Day                                | Vladimir Sukhov      |
| 2018 | Teen Spirit                                    | Vlad                 |
| 2022 | El triángulo de la tristeza                    | Dimitry              |
| 2025 | Superman                                       | Vasil Ghurkos        |

### Televisión
| Año       | Proyecto televisivo         | Rol                     |
| --------- | --------------------------- | ----------------------- |
| 1981      | Kugla glumiste              |                         |
| 1997      | Karrusel (Circle of Desire) | Customer                |
| 1997–1999 | TAXA                        | Meho Selimoviz          |
| 2001      | Sjätte dagen                | Mánager                 |
| 2003      | Timm & Gordon               | Unfaithful wife's lover |
| 2004      | Vikaren                     |                         |
| 2005      | Omars jul                   | Polish Pixy             |
| 2006      | Johanne i Troldeskoven      | Trol                    |
| 2014      | 1864                        | Ignazio                 |
| 2023      | Copenhagen Cowboy           | Miroslav                |